# Montreuil (Eure-et-Loir)
Montreuil település Franciaországban, Eure-et-Loir megyében. Lakosainak száma 530 fő (2022. január 1.). Montreuil Cherisy és Dreux községekkel határos.

## Népesség
A település népességének változása:
| Lakosok száma | 250  | 513  | 513  | 508  | 494  | 500  | 508  | 508  | 514  | 530  |
|               | 1968 | 1982 | 1990 | 2006 | 2013 | 2015 | 2017 | 2019 | 2020 | 2022 |